# Exposición Nacional de Bellas Artes (España)

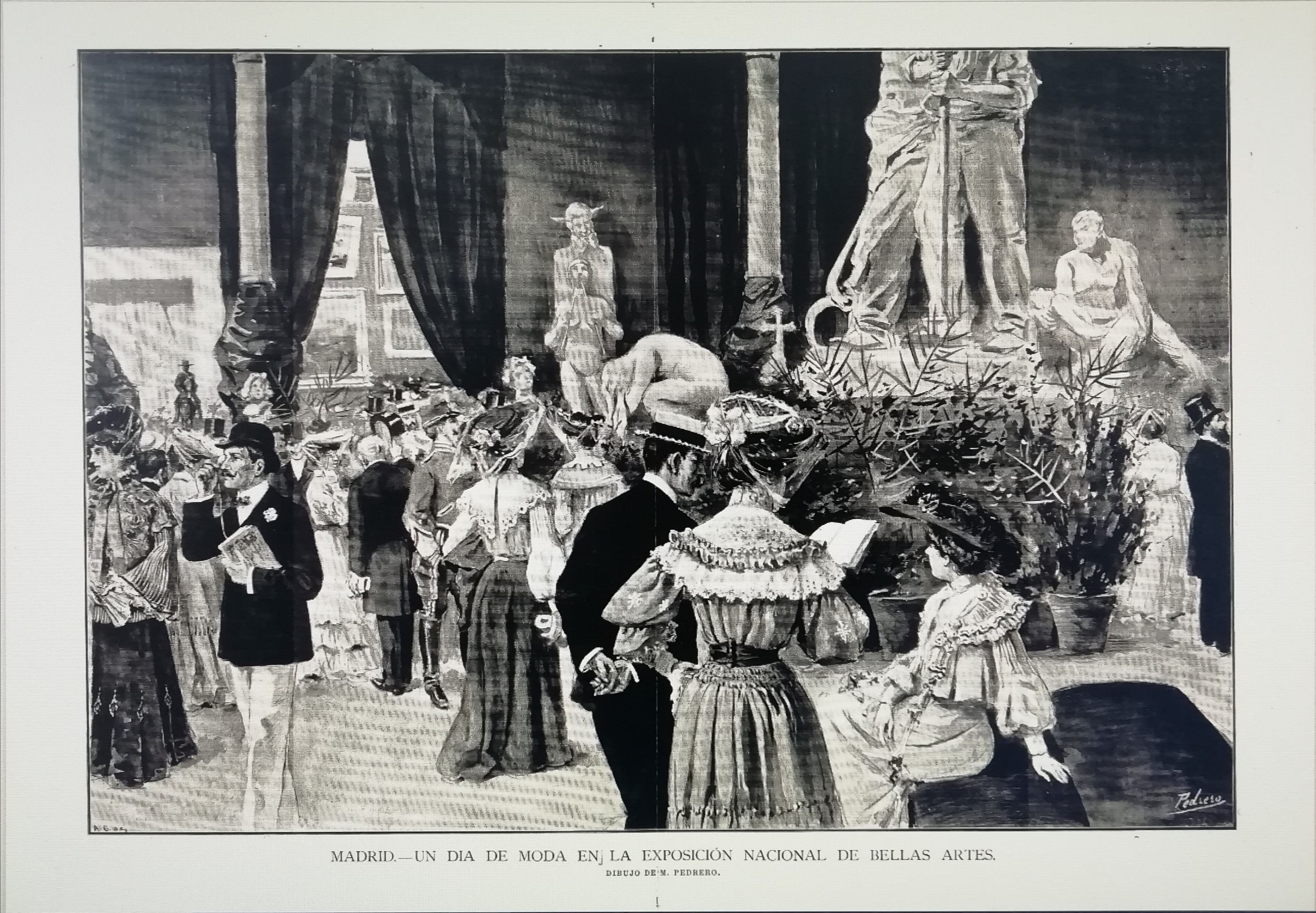
Público en la Exposición Nacional de Bellas Artes de 1904.

Las Exposiciones Nacionales de Bellas Artes fueron una serie de exposiciones con estructura de concurso celebradas en España y principalmente en su capital Madrid desde la segunda mitad del siglo XIX. La primera edición tuvo lugar en 1856 y la última en 1968. Los certámenes nacionales se instituyeron por Real Decreto de Isabel II el 28 de diciembre de 1853. Eran la mayor muestra oficial de arte español a la que concurrían artistas vivos. Fueron estructuradas inicialmente en cinco secciones: pintura, escultura, grabado, arquitectura y artes decorativas. No obstante, la sección de pintura fue el eje principal de las mismas, y en segundo lugar las secciones de escultura y arquitectura.
Las exposiciones, según dispuso el decreto de fundación, debían ser bienales (según el artículo primero de este decreto: «Habrá cada dos años en el mes de mayo una Exposición pública de obras de Bellas Artes, en el local que al efecto señale el Gobierno») pero no tuvieron una periodicidad constante. Durante ciertos periodos se celebraron cada dos años, en otros cada tres años. En tres ocasiones con mayor intervalo por guerras (como la Guerra Civil), conmociones políticas, etc. El centenario de las «Nacionales» se cumplió en 1956, siendo especialmente celebrada la ocasión.
Estas exposiciones nacionales ayudaron en el resurgir del arte español. Se convirtieron en uno de los acontecimientos socioculturales más determinantes del siglo XIX en el mundo del arte, con lo que se justificaba su protección oficial.

## Proposición y origen
Surgieron por la falta de representación española en diversas exposiciones internacionales y las críticas a las bellas artes en aquella época de anunciada decadencia del arte en España, principalmente por la desaparición del antiguo sistema de mecenazgo ante la pérdida de capacidad adquisitiva de la Iglesia tras la desamortización y los cambios de tendencias de la aristocracia del momento. En el incipiente estado liberal, las funciones del trono habían de ser sustituidas y transformadas por el Estado. En 1851, la revista parisina L'Illustration resaltaba la falta de representación española en la Exposición Internacional de Bellas Artes de Bruselas, bajo el titular «¡España ya no existe!».
La difícil implantación del liberalismo en España también afectaba a la creación de un mercado para el arte. En las exposiciones modernas que surgieron en los países industrializados como Francia, Bélgica o Inglaterra, intervino de manera decisiva la igualdad de oportunidades tanto para el artista como para el público y la crítica. El modelo se encontraba en el Salón de París, que favoreció la profesionalización y competitividad con sus reglamentos, jurados, premios y adquisiciones oficiales, facilitando la intervención del público entendido y la aparición de la crítica especializada como determinantes para establecer la jerarquía y calidad de los artistas, que debían revalidar en cada certamen.
El pintor José Galofré y Coma, en una proposición dirigida al Congreso de los Diputados en 1851, defendió la necesidad de organizar exposiciones anuales. La propuesta más adelante fue aceptada por el ministro de Fomento, Agustín Esteban Collantes, pues en el preámbulo del Real Decreto de 28 de diciembre de 1853 se justificaba la creación de las Exposiciones Nacionales de Bellas Artes con los argumentos esgrimidos por Galofré y otros partidarios de estos certámenes: la importancia social del arte, su peso en el patriotismo, su capacidad didáctica, ser fórmula por y para el progreso, la deplorable situación en la que se encontraba debido a los cambios socioeconómicos, la necesidad y hasta la obligatoriedad de la protección estatal, pero sin negar su libertad, ni impedir la opción de obtener una rentabilidad incluso económica.
El objetivo era seguir el modelo extranjero en la organización de exposiciones sufragadas por el Estado. Las Nacionales surgieron para proteger las artes, premiar las obras y promocionar a los artistas para que estos pudieran recibir propuestas de compra de particulares y del propio Estado, y pervivieron todavía al iniciarse la segunda década del siglo XX con criterios y conceptos establecidos ya en el siglo XIX y que con el paso del tiempo quedaron obsoletos.

## Premios
Los premios fueron elementalmente las medallas de primera clase, segunda clase, tercera clase y la medalla o premio de honor, también llamada mención honorífica.
En relación con cada sección se adjuntan los premios en los siguientes anexos:
- Anexo:Premios de pintura en las Exposiciones Nacionales de Bellas Artes de España
- Anexo:Premios de escultura en las Exposiciones Nacionales de Bellas Artes de España
- Anexo:Premios de arquitectura en las Exposiciones Nacionales de Bellas Artes de España.